# اقتصاد مالزی
شبه جزیره مالایی و آسیای جنوب شرقی، مرکزی برای تجارت سایر کشورها شده است. اقلام گوناگونی همچون چینی آلات و چاشنی‌ها حتی پیش از آنکه سلطان‌نشین مالاکا و سنگاپور به این شهرت برسند، فعالانه تجارت می‌شده است.
در قرن هفدهم، ذخایر فراوانی از قلع در چند ایالات مالایایی کشف شد. سپس، همان‌طور که امپراطوری بریتانیا به عنوان حاکمانی بر مالایا چیره شدند، درختان کائوچو و خرمای روغنی برای مقاصد بازرگانی عرضه شدند. در طول این دوران، مالایا به بزرگ‌ترین تولیدکننده عمده قلع، کائوچو و خرمای روغنی تبدیل شد. این سه کالا در کنار مواد خام دیگر، قطعاً موجب شتاب اقتصادی مالزی در طی اواسط قرن بیستم گردید.
به جای وابسته شدن به بومیان مالایایی به عنوان منبع کار، بریتانیا از نیروهای چینی و هندی برای کار در معادن و مستعمرات استفاده نمود. اما تعدادی از آن‌ها پس از پایان دوره توافق شغلی خود به کشورهای اصلی موطن خویش بازگشتند، و برخی نیز به‌طور دائمی در مالزی ساکن شدند.
همزمان با این که مالایا به سوی کسب استقلال خود حرکت می‌نمود، دولت به اجرای برنامه‌های پنجساله مالزی خود پرداخت که با برنامه پنجساله اول آن کشور در سال ۱۹۵۵ آغاز گردید. برای تأسیس مالزی، این برنامه‌ها بازنگری و تکرار شدند، که اولین برنامه مالزی در سال ۱۹۶۵ شروع شد.
در دهه ۱۹۷۰، مالزی به تقلید از رویه چهار ببر (قدرت اقتصادی) اصلی آسیا پرداخت و خود را واداشت تا از وابستگی به استخراج معادن و کشاورزی به اقتصادی عادت دهد که بیشتر به سازندگی (صنعت) وابسته می‌باشد. با سرمایه‌گذاری ژاپن، در طول چند سال صنایع سنگین آن شکوفا شد، و صادرات مالزی به موتور اولیه رشد کشور تبدیل شدند. مالزی پیوسته به رشد بیش از %۷ در تولید ناخالص ملی در کنار تورمی پایین در دهه‌های ۱۹۸۰ و ۱۹۹۰ دست یافت.
طی همان دوره، دولت کوشید تا با سیاست اقتصادی جدید (مالزی) (NEP) پس از حادثه شورش نژادی ۱۳ مه ۱۹۶۹ فقر را ریشه کن سازد. هدف اصلی آن از میان بردن این انجمن نژادی با فعالیت اقتصادی بود، و برنامه پنجساله اول برای اجرای سیاست جدید اقتصادی به عنوان برنامه دوم مالزی محسوب می‌شد. موفقیت یا شکست برنامه (NEP) منوط به بحث بیشتر می‌باشد، اما آن به‌طور رسمی در ۱۹۹۰ کنار گذاشته شد و با سیاست توسعه ملی (NDP) جایگزین شد.
اما، جهش سریع اقتصادی به مشکلات متعددی در عرضه منجر شد. کمبودهای مربوط به کار به زودی موجب سرازیر شدن میلیونها کارگر خارجی که بیشتر غیرقانونی هم بودند منجر شد. ثروتهای نقدی (PLC) و کنسرسیومهای بانکها علاقه‌مند به برخورداری از توسعه فزاینده و سریعی بودند که با پروژه‌های بزرگ زیرساختی آغاز می‌شد. این مسئله زمانی به‌طور کامل پایان یافت که بحران مالی آسیا در سال ۱۹۹۷ روند نزولی پیدا کرد، در حالی که شوک بزرگی را به اقتصاد مالزی وارد می‌ساخت.
همانند دیگر کشورهایی که تحت تأثیر این بحران قرار گرفتند، نوعی فروش اندک و انباشته از رینگیت، واحد پول مالزی وجود داشت. سرمایه‌گذاری مستقیم خارجی به میزان خطرناکی افت نمود، و همزمان با آن که ارز روند خروج از کشور را پیدا کرد، ارزش رینگیت از نرخ ۵۰/۲ MYR در برابر هر دلار آمریکا به میزان ۸۰/۴ MYR در برابر هرد دلار آمریکا رسید. نرخ سهام مرکب در بازار سهام کوآلالامپور، از تقریباً ۱۳۰۰ واحد به مقدار تخمینی ۴۰۰ واحد در طول چند هفته تنزل یافت. پس از برکناری وزیر دارایی، انور ابراهیم، شورای ملی فعالیت اقتصادی برای بررسی بحران مالی تشکیل شد. بانک نگارا کنترلهای پولی و نرخ ثابت مبادله| تثبیت شده ۸۰/۳ را برای رینگیت نسبت به دلار آمریکا اعمال نمود. مالزی از پذیرش بسته‌های کمکی اقتصادی صندوق بین‌المللی پول (IMF) و بانک جهانی، با وجود تعجب برخی از تحلیلگران خودداری کرد.

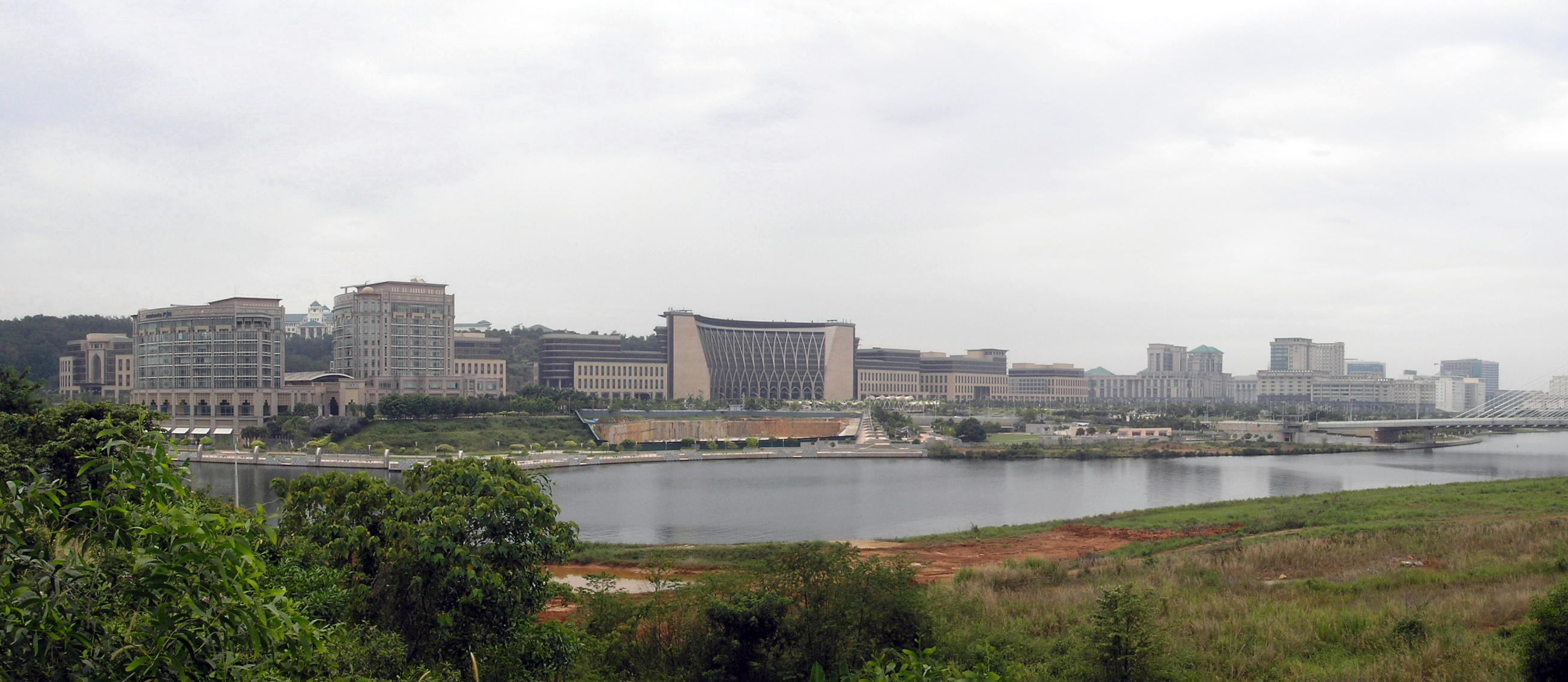
ساختمان وزارت دارایی مالزی در پوتراجایا

در مارس ۲۰۰۵، کنفرانس تجارت و توسعه سازمان ملل (UNCTAD) مقاله‌ای را دربارهٔ منابع و اقدام درمانی (اقتصادی) مالزی منتشر کرد، که توسط جومو کی. اس نوشته شده بود که در اداره اقتصاد دانشگاه مالایا کوآلالامپور تهیه شده بود. این گزارش بیان می‌کرد که کنترلهای اعمال شده از سوی دولت به بهبود اوضاع نه آسیب وارد می‌کند و نه به آن کمک می‌نماید. عامل اصلی آن، افزایش صادرات اقلام الکترونیک بود که به دلیل افزایش وسیع تقاضا برای آن‌ها در ایالات متحده و در پی آن ترس از آثار ورود اقلام (۲K Y) سال ۲۰۰۰برای کامپیوترهای قدیمی تر و وسایل دیگر دیجیتالی، این امر رخ داده است.
اما، تنزل آتی (۲ K Y) در سال ۲۰۰۱ بر مالزی به اندازه سایر کشورها تأثیر نگذاشته است. این می‌تواند مدرک روشنتری باشد که علل و عوامل دیگری وجود دارند که می‌توانند به‌طور مناسبتری به بهبود این اوضاع نسبت داده شوند. یک احتمال این است که دلالان ارز پس از شکست در حمله به دلار هنگ کنگ در سال ۱۹۹۸ و تنزل ارزش روبل روسیه، آن‌ها قدرت اقتصادی خود را از دست دادند.
بدون توجه به علل و عوامل مورد ادعا، احیای مجدد اقتصاد نیز با کسر هزینه و بودجه گسترده دولت در این سال‌ها همگام شده که در پی بحران پدید آمده بود. سپس، مالزی در مقایسه با همسایگانش، از ترمیم اقتصادی سریعتری برخوردار شده است. اما، از طرق دیگر، کشور هنوز در حال ترمیم سطوح دوره پیش از بحران بوده است.
در حالی که گام توسعه امروزه به سرعت آن دوره نیست، اما به نظر پایدارتر می‌آید. اما نظارتها و کنترلهای داخلی اقتصاد نمی‌تواند عامل عمده‌ای برای این ترمیم باشد، شکی نیست که بخش بانکداری نسبت به شوکهای خارجی منعطف تر شده است. حساب جاری نیز در مازادی ساختاری تسویه می‌شود، تا موجب کاهش فرار سرمایه شود. قیمت دارایی‌ها هم‌اکنون کسری از ارقام بالای پیش از بحران می‌باشد.
نرخ ثابت مبادله در ژوئیه ۲۰۰۵ به نفع نرخ شناور ارز |سیستم شناور یک ساعت پس از آن که چین اعلام نمود اقدام مشابهی خواهد نمود، کنار گذاشته شد. در همان هفته، رینگیت در برابر دیگر ارزهای مختلف اصلی تقویت شد و انتظار می‌رفت که به ارزش بیشتری نیز دست پیدا کند. اما، همچون دسامبر ۲۰۰۵، انتظارات از این تقویت بیشتر ارز، با فراتر بردن (USD) از ۱۰ میلیارد واحد، به حالت مسکوت باقی ماند.
در سپتامبر ۲۰۰۵ سر هوارد جی. داویس، مدیر مدره عالی اقتصاد لندن، در همایش کوآلالامپور به مسئولان مالزیایی توصیه نمود که اگر می‌خواهند بازار سرمایه انعطاف‌پذیر باشد، آن‌ها باید ممنوعیت پیش فروش را که در وضعیت بحران اعمال شده بود، بردارند. در ۲۳ مارس ۲۰۰۶، مالزی ممنوعیت پیش فروش (سهام) را لغو نمود.